# Campionatul Regional de Fotbal 1924-1925
Sezonul 1924–1925 al campionatului regional a reprezentat cea de-a cincea ediție a acestei faze regionale din cadrul Campionatului Național de Fotbal al României. În această ediție s-au disputat zece campionate districtuale, marcând apariția unor districte noi: Craiova și Chișinău, dar și dispariția districtului Târgu Mureș, care a fost desființat sau, cel puțin, nu a mai organizat întreceri în acel sezon.

## Campionate districtuale
| - Arad - Brașov - București/Ploiești | - Cernăuți - Chișinău - Cluj | - Craiova - Timișoara | - Oradea/Satu Mare - Sibiu |

## Clasamente

### Arad
| Loc | Echipa                | MJ | V  | E | Î  | GM | GP | DG  | Pct | Calificare sau retrogradare  |
| --- | --------------------- | -- | -- | - | -- | -- | -- | --- | --- | ---------------------------- |
| 1   | UCAS Petroșani (C, Q) | 14 | 11 | 1 | 2  | 34 | 8  | +26 | 23  | Calificare în faza națională |
| 2   | CA Arad               | 14 | 8  | 2 | 4  | 27 | 13 | +14 | 18  |                              |
| 3   | Jiul Lupeni           | 14 | 7  | 4 | 3  | 30 | 15 | +15 | 18  |                              |
| 4   | AMEFA Arad            | 14 | 7  | 3 | 4  | 24 | 16 | +8  | 17  |                              |
| 5   | Gloria CFR Arad       | 14 | 4  | 4 | 6  | 13 | 18 | −5  | 12  |                              |
| 6   | Olympia Micălaca      | 14 | 4  | 1 | 9  | 13 | 26 | −13 | 9   |                              |
| 7   | SG Arad               | 14 | 3  | 3 | 8  | 9  | 21 | −12 | 9   |                              |
| 8   | CFR Simeria           | 14 | 2  | 2 | 10 | 10 | 43 | −33 | 6   |                              |

### Brașov
| Loc | Echipa                     | MJ | V | E | Î | GM | GP | DG  | Pct | Calificare sau retrogradare  |
| --- | -------------------------- | -- | - | - | - | -- | -- | --- | --- | ---------------------------- |
| 1   | Brașovia Brașov (C, Q)     | 8  | 7 | 1 | 0 | 22 | 2  | +20 | 15  | Calificare în faza națională |
| 2   | Harghita Odorheiu Secuiesc | 8  | 5 | 2 | 1 | 20 | 11 | +9  | 12  |                              |
| 3   | CFR Brașov                 | 8  | 2 | 2 | 4 | 8  | 12 | −4  | 6   |                              |
| 4   | RGM Brașov                 | 8  | 3 | 0 | 5 | 9  | 20 | −11 | 6   |                              |
| 5   | Ivria Brașov               | 8  | 0 | 1 | 7 | 3  | 17 | −14 | 1   |                              |

### București/Ploiești
Seria A
| Loc | Echipa                       | MJ | V | E | Î  | GM | GP | DG  | Pct | Calificare sau retrogradare |
| --- | ---------------------------- | -- | - | - | -- | -- | -- | --- | --- | --------------------------- |
| 1   | Tricolor București (Q)       | 12 | 9 | 1 | 2  | 36 | 17 | +19 | 19  | Calificare în Semifinale    |
| 2   | Colțea București (Q)         | 12 | 7 | 4 | 1  | 16 | 11 | +5  | 18  | Calificare în Semifinale    |
| 3   | Sportul Studențesc București | 12 | 7 | 1 | 4  | 19 | 17 | +2  | 15  |                             |
| 4   | Juventus București           | 12 | 4 | 2 | 6  | 22 | 12 | +10 | 10  |                             |
| 5   | Val Vârtej București         | 12 | 4 | 2 | 6  | 13 | 27 | −14 | 10  |                             |
| 6   | Prahova Ploiești             | 12 | 3 | 1 | 8  | 10 | 17 | −7  | 7   |                             |
| 7   | Club Atletic București       | 12 | 1 | 1 | 10 | 14 | 29 | −15 | 3   |                             |

1. 1 2  Un meci dintre Sportul Studențesc București și Juventus București a fost omologat cu înfrângere pentru ambele echipe.
2. ↑  Juventus București a fost înființată în ianuarie 1925, în urma fuziunii dintre Triumf București și Romcomit București.

Seria B
| Loc | Echipa                 | MJ | V | E | Î | GM | GP | DG | Pct | Calificare sau retrogradare |
| --- | ---------------------- | -- | - | - | - | -- | -- | -- | --- | --------------------------- |
| 1   | Venus București (Q)    | 6  | 5 | 1 | 0 | 12 | 4  | +8 | 11  | Calificare în Semifinale    |
| 2   | Maccabi București (Q)  | 6  | 2 | 2 | 2 | 10 | 11 | −1 | 6   | Calificare în Semifinale    |
| 3   | Olympia București      | 6  | 2 | 0 | 4 | 10 | 10 | 0  | 4   |                             |
| 4   | Unirea București       | 6  | 1 | 1 | 4 | 3  | 10 | −7 | 3   |                             |
| 5   | CFR București (D)      | 0  | 0 | 0 | 0 | 0  | 0  | 0  | 0   | S-au retras                 |
| 6   | Romcomit București (D) | 0  | 0 | 0 | 0 | 0  | 0  | 0  | 0   | S-au retras                 |

1. ↑  Romcomit București a fuzionat în ianuarie 1925 cu Triumf București pentru a forma Juventus București.

Semifinale 
Meciurile s-au disputat pe 21 iunie 1925.
| Echipa 1           | Scor | Echipa 2          |
| ------------------ | ---- | ----------------- |
| Venus București    | 3–1  | Maccabi București |
| Tricolor București | 2–2  | Colțea București  |

Rejucare
Meciul s-a disputat pe 28 iunie 1925.
| Echipa 1         | Scor | Echipa 2           |
| ---------------- | ---- | ------------------ |
| Colțea București | 1–3  | Tricolor București |

Finala
Meciul s-a disputat pe 2 iulie 1925.
| Echipa 1        | Scor | Echipa 2           |
| --------------- | ---- | ------------------ |
| Venus București | 1–0  | Tricolor București |

Venus București a câștigat campionatul districtului București/Ploiești și s-a calificat în faza națională a Campionatului Național de Fotbal.

### Cernăuți
| Loc | Echipa               | MJ | V | E | Î | GM | GP | DG  | Pct | Calificare sau retrogradare  |
| --- | -------------------- | -- | - | - | - | -- | -- | --- | --- | ---------------------------- |
| 1   | Jahn Cernăuți (C, Q) | 10 | 9 | 0 | 1 | 40 | 7  | +33 | 18  | Calificare în faza națională |
| 2   | Maccabi Cernăuți     | 10 | 7 | 1 | 2 | 21 | 11 | +10 | 15  |                              |
| 3   | Hakoah Cernăuți      | 10 | 4 | 2 | 4 | 15 | 16 | −1  | 10  |                              |
| 4   | Polonia Cernăuți     | 10 | 4 | 0 | 6 | 19 | 17 | +2  | 8   |                              |
| 5   | Dovbuș Cernăuți      | 10 | 2 | 2 | 6 | 7  | 24 | −17 | 6   |                              |
| 6   | Dragoș Vodă Cernăuți | 10 | 1 | 1 | 8 | 7  | 34 | −27 | 3   |                              |

### Chișinău
| Loc | Echipa                  | MJ | V | E | Î | GM | GP | DG | Pct | Calificare sau retrogradare  |
| --- | ----------------------- | -- | - | - | - | -- | -- | -- | --- | ---------------------------- |
| 1   | CFR Chișinău (C, Q)     | 0  | 0 | 0 | 0 | 0  | 0  | 0  | 0   | Calificare în faza națională |
| 2   | Sporting Chișinău       | 0  | 0 | 0 | 0 | 0  | 0  | 0  | 0   |                              |
| 3   | Mihai Viteazul Chișinău | 0  | 0 | 0 | 0 | 0  | 0  | 0  | 0   |                              |
| 4   | Unitas Chișinău         | 0  | 0 | 0 | 0 | 0  | 0  | 0  | 0   |                              |

1. ↑  CFR Chișinău a fost redenumită Fulgerul Chișinău câteva luni mai târziu.[3]

### Cluj
| Loc | Echipa                    | MJ | V  | E | Î  | GM | GP | DG  | Pct | Calificare sau retrogradare  |
| --- | ------------------------- | -- | -- | - | -- | -- | -- | --- | --- | ---------------------------- |
| 1   | Universitatea Cluj (C, Q) | 14 | 10 | 4 | 0  | 27 | 6  | +21 | 24  | Calificare în faza națională |
| 2   | Victoria Cluj             | 14 | 10 | 2 | 2  | 38 | 7  | +31 | 22  |                              |
| 3   | CFR Cluj                  | 14 | 6  | 3 | 5  | 16 | 12 | +4  | 15  |                              |
| 4   | KKASE Cluj                | 14 | 5  | 4 | 5  | 16 | 16 | 0   | 14  |                              |
| 5   | Haggibbor Cluj            | 14 | 5  | 3 | 6  | 15 | 21 | −6  | 13  |                              |
| 6   | CA Cluj                   | 14 | 4  | 3 | 7  | 14 | 19 | −5  | 11  |                              |
| 7   | MTE Cluj                  | 14 | 2  | 3 | 9  | 10 | 39 | −29 | 7   |                              |
| 8   | Academia Cluj             | 14 | 3  | 0 | 11 | 8  | 24 | −16 | 6   |                              |

### Craiova
| Loc | Echipa                 | MJ | V | E | Î | GM | GP | DG  | Pct | Calificare sau retrogradare  |
| --- | ---------------------- | -- | - | - | - | -- | -- | --- | --- | ---------------------------- |
| 1   | Oltul Slatina (C, Q)   | 5  | 4 | 0 | 1 | 18 | 7  | +11 | 8   | Calificare în faza națională |
| 2   | Craiu Iovan Craiova    | 6  | 4 | 0 | 2 | 24 | 8  | +16 | 8   |                              |
| 3   | Rovine Grivița Craiova | 6  | 4 | 0 | 2 | 11 | 15 | −4  | 8   |                              |
| 4   | Excelsior Craiova      | 5  | 3 | 1 | 1 | 13 | 6  | +7  | 7   |                              |
| 5   | Oltenia Craiova        | 5  | 2 | 0 | 3 | 6  | 13 | −7  | 4   |                              |
| 6   | Tinerimea Craiova      | 5  | 1 | 1 | 3 | 2  | 19 | −17 | 3   |                              |
| 7   | Generala Craiova       | 6  | 0 | 0 | 6 | 0  | 7  | −7  | 0   |                              |

### Timișoara
| Loc | Echipa                    | MJ | V  | E | Î  | GM | GP | DG  | Pct | Calificare sau retrogradare  |
| --- | ------------------------- | -- | -- | - | -- | -- | -- | --- | --- | ---------------------------- |
| 1   | Chinezul Timișoara (C, Q) | 14 | 12 | 1 | 1  | 68 | 4  | +64 | 25  | Calificare în faza națională |
| 2   | CA Timișoara              | 14 | 10 | 2 | 2  | 49 | 10 | +39 | 22  |                              |
| 3   | RGM Timișoara             | 14 | 6  | 4 | 4  | 20 | 15 | +5  | 16  |                              |
| 4   | Politehnica Timișoara     | 14 | 6  | 2 | 6  | 19 | 21 | −2  | 14  |                              |
| 5   | Sparta CFR Timișoara      | 14 | 6  | 2 | 6  | 22 | 28 | −6  | 14  |                              |
| 6   | Rapid Timișoara           | 14 | 4  | 1 | 9  | 14 | 33 | −19 | 9   |                              |
| 7   | SS Jimbolia               | 14 | 2  | 5 | 7  | 15 | 50 | −35 | 9   |                              |
| 8   | Kadima Timișoara          | 14 | 0  | 3 | 11 | 4  | 50 | −46 | 3   |                              |

### Oradea/Satu Mare
| Loc | Echipa                   | MJ | V  | E | Î  | GM | GP | DG  | Pct | Calificare sau retrogradare  |
| --- | ------------------------ | -- | -- | - | -- | -- | -- | --- | --- | ---------------------------- |
| 1   | CA Oradea (C, Q)         | 14 | 10 | 3 | 1  | 28 | 3  | +25 | 23  | Calificare în faza națională |
| 2   | Stăruința Oradea         | 14 | 11 | 0 | 3  | 32 | 9  | +23 | 22  |                              |
| 3   | SE Satu Mare             | 14 | 6  | 4 | 4  | 19 | 19 | 0   | 16  |                              |
| 4   | Bihorul Oradea           | 14 | 5  | 5 | 4  | 13 | 14 | −1  | 15  |                              |
| 5   | Stăruința Satu Mare      | 14 | 4  | 4 | 6  | 18 | 17 | +1  | 12  |                              |
| 6   | SC Salonta               | 14 | 5  | 2 | 7  | 14 | 21 | −7  | 12  |                              |
| 7   | Înțelegerea Oradea       | 14 | 3  | 2 | 9  | 14 | 26 | −12 | 8   |                              |
| 8   | Samson Sighetu Marmației | 14 | 1  | 2 | 11 | 4  | 33 | −29 | 4   |                              |

### Sibiu
| Loc | Echipa              | MJ | V | E | Î | GM | GP | DG | Pct | Calificare sau retrogradare  |
| --- | ------------------- | -- | - | - | - | -- | -- | -- | --- | ---------------------------- |
| 1   | Șoimii Sibiu (C, Q) | 0  | 0 | 0 | 0 | 0  | 0  | 0  | 0   | Calificare în faza națională |
| 2   | SS Sibiu            | 0  | 0 | 0 | 0 | 0  | 0  | 0  | 0   |                              |
| 3   | Amateur Mediaș      | 0  | 0 | 0 | 0 | 0  | 0  | 0  | 0   |                              |
| 4   | SG Sibiu            | 0  | 0 | 0 | 0 | 0  | 0  | 0  | 0   |                              |
| 5   | Internațional Sibiu | 0  | 0 | 0 | 0 | 0  | 0  | 0  | 0   |                              |
| 6   | SC Făgăraș          | 0  | 0 | 0 | 0 | 0  | 0  | 0  | 0   |                              |